# Женска фудбалска репрезентација Папуе Нове Гвинеје
Женска фудбалска репрезентација Папуе Нове Гвиније (енгл. Papua New Guinea women's national football team) је женски фудбалски тим који се састоји од најбољих фудбалерки, које су држављанке Папуе Нове Гвиније, без обзира да ли наступају за домаће или стране фудбалске клубове.
Репрезентација је под контролом Фудбалског савеза Папуе Нове Гвинеје (ПНГФА). Њихов надимак је „Лакатоис”, што на мотунаском језику значи мотуански једрењак. Њихов домаћи терен је стадион Сир Хуберт Марај, који се налази у Порт Моресбију, а њихов тренутни менаџер је Петер Гунемба. Деслин Синиу је играч са највећим бројем утакмица и најбољи стрелац тима.
Папуа Нова Гвинеја се никада није квалификовала за ФИФА Светско првенство за жене или Олимпијске игре, али је у пет наврата победила на Пацифичком фудбалском турниру (2003, 2007, 2011, 2015 и 2019) и освојила ОФК Куп нација за жене 2022. и била финалиста три пута (2007, 2010 и 2014). Могу се сматрати другим најбољим тимом у Фудбалској конфедерацији Океаније после Новог Зеланда.
Папуа Нова Гвинеја на ФИФА ранг-листи је 49. Њихов највиши ранг икада био је 46 у децембру 2019, а њихов најгори ранг био је 133 у септембру 2014.

## Историја

### 1989–1998
Папуа Нова Гвинеја је одиграла своју прву међународну утакмицу 26. марта 1989. у аустралијском граду Бризбејну, састала се са Аустралијом Б на Купу Океаније 1989. године. Утакмица је резултирала поразом Папуе Нове Гвинеје од 2 : 0. Џералдин Ека је била први стрелац Папуе Нове Гвинеје на утакмици против Тајвана (6 : 1). У два преостала меча ривали су им били Нови Зеланд и Аустралија (А тим), где су изгубили обе утакмице. Папуа Новогвинејке су завршиле на дну табеле, након што су поражени у четири утакмице.
Тим је учествовао на издањима Купа Океаније 1991. и 1994. године, а други је био на домаћем терену у главном граду земље, Порт Морсбију. У оба издања су се сусрели са Аустралијом и Новим Зеландом, изгубивши обе утакмице са великом разликом. У том периоду Папуа Нова Гвинеја је имала највећи пораз, 16 : 0 од Новог Зеланда. Оба турнира су послужила и као квалификаци за прво ФИФА Светско првенство, одржано у Кини 1991. и друго, у Шведској 1995. године.
Папуа Нова Гвинеја освојила је Куп Пацифика 1996. у Тонги уз помоћ Мириам Ланте. Исте године су успели да остваре једини реми са Новим Зеландом.
Куп Океаније 1998. на Новом Зеланду забележио је мали напредак у репрезентацији. Завршили су на трећој позицији такмичења пошто су победили Фиџи резултатом 7 : 1 у мечу за треће место. Остали резултати укључују победу над Америчком Самоом и два пораза од Аустралије и Новог Зеланда.

## Достигнућа
Ажурирано 10. септембар 2017.

### Играчице са највише утакмица
| # | Име             | Ута | Гол | Прва утакмица       | Последња утакмица  |
| - | --------------- | --- | --- | ------------------- | ------------------ |
| 1 | Деслин Синиу    | 43  | 19  | 30. јун 2003.       | 23. јануар 2016.   |
| 2 | Миријам Ланта   | 31  | 5   | 5. април 2003.      | 9. септембар 2011. |
| 3 | Катрина Салаиау | 26  | 0   | 25. август 2007.    | 4. април 2012.     |
| 4 | Лидија Банабас  | 24  | 15  | 5. април 2003.      | 8. октобар 2010.   |
| 5 | Дејзи Винас     | 22  | 5   | 25. август 2007.    | 29. октобар 2014.  |
| 6 | Сандра Бирум    | 21  | 8   | 30. септембар 2010. | 23. јануар 2016.   |
| 7 | Трејси Киг      | 20  | 1   | 5. април 2003.      | 7. септембар 2007. |
| 8 | Џули Алау       | 18  | 3   | 5. април 2003.      | 7. септембар 2007. |
| 9 | Лина Хонеаки    | 17  | 3   | 30. септембар 2007. | 4. април 2012.     |
| 9 | Линда Бунага    | 17  | 0   | 28. август 2007.    | 9. септембар 2011. |

### Најбољи стрелци
| #  | Име            | Голоцва | Утакмица | Просек | Прва утакмица       | Задња утакмица     | Позиција |
| -- | -------------- | ------- | -------- | ------ | ------------------- | ------------------ | -------- |
| 1  | Меган Гунемба  | 23      | 8        | 1.25   | 25. октобар 2014.   | 23. јануар 2016.   | Нападач  |
| 2  | Деслин Синиу   | 19      | 43       | 0.44   | 30. јун 2003.       | 23. јануар 2016.   | Средина  |
| 3  | Лидија Банабас | 15      | 24       | 0.62   | 5. април 2003.      | 8. октобар 2010.   | Средина  |
| 4  | Сандра Бирум   | 8       | 21       | 0.38   | 30. септембар 2010. | 23. јануар 2016.   | Средина  |
| 5  | Ара Миди       | 6       | 9        | 0.66   | 25. август 2007.    | 9. септембар 2011. | Средина  |
| 5  | Зина Лимбај    | 6       | 9        | 0.66   | 30. септембар 2010. | 25. октобар 2014.  | Нападач  |
| 5  | Румона Морис   | 6       | 14       | 0.43   | 30. септембар 2010. | 29. октобар 2014.  | Нападач  |
| 8  | Миријам Ланта  | 5       | 28       | 0.18   | 5. април 2003.      | 9. септембар 2011. | Средина  |
| 8  | Дејзи Винас    | 5       | 22       | 0.23   | 25. август 2007.    | 29. октобар 2014.  | Нападач  |
| 10 | Фатима Рама    | 4       | 8        | 0.50   | 1. март 2012.       | 13. јул 2015.      | Средина  |

## Такмичарски рекорд

### Светско првенство за жене
| Светско првенство у фудбалу за жене | Светско првенство у фудбалу за жене | Светско првенство у фудбалу за жене | Светско првенство у фудбалу за жене | Светско првенство у фудбалу за жене | Светско првенство у фудбалу за жене | Светско првенство у фудбалу за жене | Светско првенство у фудбалу за жене | Светско првенство у фудбалу за жене | Квалификације | Квалификације | Квалификације | Квалификације | Квалификације | Квалификације |
| Година                              | Резултат                            | Позиција                            | Ута                                 | Поб                                 | Нер                                 | Изг                                 | ГД                                  | ГП                                  | Ута           | Поб           | Нер           | Изг           | ГД            | ГП            |
| ----------------------------------- | ----------------------------------- | ----------------------------------- | ----------------------------------- | ----------------------------------- | ----------------------------------- | ----------------------------------- | ----------------------------------- | ----------------------------------- | ------------- | ------------- | ------------- | ------------- | ------------- | ------------- |
| 1991                                | Нису се квалификовале               | Нису се квалификовале               | Нису се квалификовале               | Нису се квалификовале               | Нису се квалификовале               | Нису се квалификовале               | Нису се квалификовале               | Нису се квалификовале               | 4             | 0             | 0             | 4             | 0             | 47            |
| 1995                                | Нису се квалификовале               | Нису се квалификовале               | Нису се квалификовале               | Нису се квалификовале               | Нису се квалификовале               | Нису се квалификовале               | Нису се квалификовале               | Нису се квалификовале               | 4             | 0             | 0             | 4             | 0             | 19            |
| 1999                                | Нису се квалификовале               | Нису се квалификовале               | Нису се квалификовале               | Нису се квалификовале               | Нису се квалификовале               | Нису се квалификовале               | Нису се квалификовале               | Нису се квалификовале               | 4             | 2             | 0             | 2             | 16            | 14            |
| 2003                                | Нису се квалификовале               | Нису се квалификовале               | Нису се квалификовале               | Нису се квалификовале               | Нису се квалификовале               | Нису се квалификовале               | Нису се квалификовале               | Нису се квалификовале               | 4             | 2             | 0             | 2             | 10            | 21            |
| 2007                                | Нису се квалификовале               | Нису се квалификовале               | Нису се квалификовале               | Нису се квалификовале               | Нису се квалификовале               | Нису се квалификовале               | Нису се квалификовале               | Нису се квалификовале               | 3             | 2             | 0             | 1             | 7             | 8             |
| 2011                                | Нису се квалификовале               | Нису се квалификовале               | Нису се квалификовале               | Нису се квалификовале               | Нису се квалификовале               | Нису се квалификовале               | Нису се квалификовале               | Нису се квалификовале               | 5             | 4             | 0             | 1             | 9             | 12            |
| 2015                                | Нису се квалификовале               | Нису се квалификовале               | Нису се квалификовале               | Нису се квалификовале               | Нису се квалификовале               | Нису се квалификовале               | Нису се квалификовале               | Нису се квалификовале               | 3             | 2             | 0             | 1             | 7             | 4             |
| 2019                                | Нису се квалификовале               | Нису се квалификовале               | Нису се квалификовале               | Нису се квалификовале               | Нису се квалификовале               | Нису се квалификовале               | Нису се квалификовале               | Нису се квалификовале               | 4             | 3             | 0             | 1             | 14            | 3             |
| 2023                                | У току                              | У току                              | У току                              | У току                              | У току                              | У току                              | У току                              | У току                              | У току        | У току        | У току        | У току        | У току        | У току        |
| Укупно                              | –                                   | –                                   | –                                   | –                                   | –                                   | –                                   | –                                   | –                                   | 31            | 15            | 0             | 16            | 63            | 128           |

### Олимпијске игре
| Олимпијске игре | Олимпијске игре       | Олимпијске игре       | Олимпијске игре       | Олимпијске игре       | Олимпијске игре       | Олимпијске игре       | Олимпијске игре       | Олимпијске игре       | Квалификације       | Квалификације       | Квалификације       | Квалификације       | Квалификације       | Квалификације       |
| Година          | Резултат              | Позиција              | Ута                   | Поб                   | Нер                   | Изг                   | ГД                    | ГП                    | Ута                 | Поб                 | Нер                 | Изг                 | ГД                  | ГП                  |
| --------------- | --------------------- | --------------------- | --------------------- | --------------------- | --------------------- | --------------------- | --------------------- | --------------------- | ------------------- | ------------------- | ------------------- | ------------------- | ------------------- | ------------------- |
| 1996            | Нису учествовале      | Нису учествовале      | Нису учествовале      | Нису учествовале      | Нису учествовале      | Нису учествовале      | Нису учествовале      | Нису учествовале      | Нису учествовале    | Нису учествовале    | Нису учествовале    | Нису учествовале    | Нису учествовале    | Нису учествовале    |
| 2000            | Нису учествовале      | Нису учествовале      | Нису учествовале      | Нису учествовале      | Нису учествовале      | Нису учествовале      | Нису учествовале      | Нису учествовале      | Нису учествовале    | Нису учествовале    | Нису учествовале    | Нису учествовале    | Нису учествовале    | Нису учествовале    |
| 2004            | Нису се квалификовале | Нису се квалификовале | Нису се квалификовале | Нису се квалификовале | Нису се квалификовале | Нису се квалификовале | Нису се квалификовале | Нису се квалификовале | 2                   | 1                   | 0                   | 1                   | 2                   | 10                  |
| 2008            | Нису се квалификовале | Нису се квалификовале | Нису се квалификовале | Нису се квалификовале | Нису се квалификовале | Нису се квалификовале | Нису се квалификовале | Нису се квалификовале | 7                   | 5                   | 0                   | 2                   | 22                  | 5                   |
| 2012            | Нису се квалификовале | Нису се квалификовале | Нису се квалификовале | Нису се квалификовале | Нису се квалификовале | Нису се квалификовале | Нису се квалификовале | Нису се квалификовале | 6                   | 4                   | 0                   | 2                   | 22                  | 18                  |
| 2016            | Нису се квалификовале | Нису се квалификовале | Нису се квалификовале | Нису се квалификовале | Нису се квалификовале | Нису се квалификовале | Нису се квалификовале | Нису се квалификовале | 5                   | 4                   | 0                   | 1                   | 12                  | 8                   |
| 2020            | Нису се квалификовале | Нису се квалификовале | Нису се квалификовале | Нису се квалификовале | Нису се квалификовале | Нису се квалификовале | Нису се квалификовале | Нису се квалификовале | ОФК шампионат 2018. | ОФК шампионат 2018. | ОФК шампионат 2018. | ОФК шампионат 2018. | ОФК шампионат 2018. | ОФК шампионат 2018. |
| Укупно          | –                     | –                     | –                     | –                     | –                     | –                     | –                     | –                     | 20                  | 14                  | 0                   | 6                   | 58                  | 41                  |

### ОФК шампионат у фудбалу за жене
| ОФК шампионат у фудбалу за жене | ОФК шампионат у фудбалу за жене | ОФК шампионат у фудбалу за жене | ОФК шампионат у фудбалу за жене | ОФК шампионат у фудбалу за жене | ОФК шампионат у фудбалу за жене | ОФК шампионат у фудбалу за жене | ОФК шампионат у фудбалу за жене | ОФК шампионат у фудбалу за жене | ОФК шампионат у фудбалу за жене |                  |
| Година                          | Резултат                        | Позиција                        | Ута                             | Поб                             | Нер                             | Изг                             | ГД                              | ГП                              | ГР                              |                  |
| ------------------------------- | ------------------------------- | ------------------------------- | ------------------------------- | ------------------------------- | ------------------------------- | ------------------------------- | ------------------------------- | ------------------------------- | ------------------------------- | ---------------- |
| 1983                            | Нису учествовале                | Нису учествовале                | Нису учествовале                | Нису учествовале                | Нису учествовале                | Нису учествовале                | Нису учествовале                | Нису учествовале                | Нису учествовале                | Нису учествовале |
| 1986                            | Нису учествовале                | Нису учествовале                | Нису учествовале                | Нису учествовале                | Нису учествовале                | Нису учествовале                | Нису учествовале                | Нису учествовале                | Нису учествовале                | Нису учествовале |
| 1989                            | Пето место                      | 5.                              | 4                               | 0                               | 0                               | 4                               | 1                               | 19                              | −18                             |                  |
| 1991                            | Треће место                     | 3.                              | 4                               | 0                               | 0                               | 4                               | 0                               | 47                              | −47                             |                  |
| 1994                            | Треће место                     | 3.                              | 4                               | 0                               | 0                               | 4                               | 0                               | 19                              | −19                             |                  |
| 1998                            | Треће место                     | 3.                              | 4                               | 2                               | 0                               | 2                               | 16                              | 14                              | +2                              |                  |
| 2003                            | Треће место                     | 3.                              | 4                               | 2                               | 0                               | 2                               | 10                              | 21                              | −11                             |                  |
| 2007                            | Другопласиране                  | 2.                              | 3                               | 2                               | 0                               | 1                               | 7                               | 8                               | −1                              |                  |
| 2010                            | Другопласиране                  | 2.                              | 5                               | 4                               | 0                               | 1                               | 9                               | 12                              | −3                              |                  |
| 2014                            | Другопласиране                  | 2.                              | 3                               | 2                               | 0                               | 1                               | 7                               | 4                               | +3                              |                  |
| 2018                            | Треће место                     | 3.                              | 5                               | 4                               | 0                               | 1                               | 22                              | 9                               | +13                             |                  |
| 2022                            | Шампионке                       | 1.                              | 5                               | 4                               | 1                               | 0                               | 13                              | 6                               | +7                              |                  |
| Укупно                          | Шампионке                       | 10/12                           | 41                              | 20                              | 1                               | 20                              | 85                              | 159                             | –74                             |                  |

### Пацифичке игре
| Пацифичке игре | Пацифичке игре | Пацифичке игре | Пацифичке игре | Пацифичке игре | Пацифичке игре | Пацифичке игре | Пацифичке игре | Пацифичке игре | Пацифичке игре |
| Година         | Резултат       | Позиција       | Ута            | Поб            | Нер            | Изг            | ГД             | ГП             | ГР             |
| -------------- | -------------- | -------------- | -------------- | -------------- | -------------- | -------------- | -------------- | -------------- | -------------- |
| 2003           | Шампионке      | 1.             | 6              | 4              | 1              | 1              | 22             | 6              | +16            |
| 2007           | Шампионке      | 1.             | 6              | 5              | 0              | 1              | 22             | 3              | +19            |
| 2011           | Шампионке      | 1.             | 6              | 5              | 0              | 1              | 17             | 3              | +14            |
| 2015           | Шампионке      | 1.             | 4              | 4              | 0              | 0              | 11             | 1              | +10            |
| 2019           | Шампионке      | 1.             | 5              | 5              | 0              | 0              | 23             | 5              | +18            |
| Укупно         | Шампионке      | 5/5            | 27             | 23             | 1              | 3              | 95             | 18             | +77            |